# Kresge-Newark
Kresge-Newark was een warenhuis in het hogere middensegment, gevestigd in Newark, New Jersey. 

## Geschiedenis
Het bedrijf werd in 1923 opgericht toen oprichter Sebastian Kresge het warenhuis L.S. Plaut in het centrum van Newark kocht en de naam van het bedrijf veranderde in Kresge-Newark. Deze winkel had geen relatie met de S.S. Kresge 5 & 10-keten uit Detroit, Michigan. In 1926 verving Kresge de oorspronkelijke Plaut-winkel, bijgenaamd "The Bee Hive", die in 1891 was gebouwd, door een grotere vlaggenschipwinkel die het hele stadsblok besloeg, tussen Broad Street en Halsey Street en Cedar Street en Raymond Boulevard. Het omvatte meer dan 56.000 m² verkoopruimte verdeeld over tien verdiepingen (negen verdiepingen plus een kelderwinkel). De bekendheid van de winkel in de stad was zo groot dat er in 1927 een ondergronds tramperron werd geopend op de kelderverdieping, waardoor klanten rechtstreeks vanuit de trams naar binnen konden komen. De toegang tot de Kresge-winkel aan de ene kant van het perron en McCrory's aan de andere kant.
Het bedrijf positioneerde zich tussen zijn populaire, goedkopere rivaal Bamberger's en zijn duurdere concurrent Hahne & Company. Kresge was het laatste warenhuis in Newark dat onafhankelijk bleef en de klanten waren zeer loyaal. Tijdens het kerstseizoen exploiteerde Kresge's een monorailrit rond de speelgoedafdeling, en het Breakfast With Santa-restaurant was elk seizoen vroeg uitverkocht. 
In de jaren 1940 opende het bedrijf een parkeergarage met meerdere verdiepingen, op één blok afstand van de winkel. De garage op de hoek van Raymond Boulevard en University Avenue was het enige gebouw van dit type in het centrum van Newark dat door een warenhuis werd gerund. Bamberger's en Hahne's hadden kleinere garages naast hun winkels. Bij de opening van de garage hanteerde Kresge-Newark het motto: "makkelijkst bereikbaar, aangenaam om in te winkelen". Dit motto had niet alleen betrekking op de parkeergarage, maar ook op de ondergrondse tramingang van de winkel en de vele buslijnen die over Broad Street reden.
Kresge ging met de tijd mee door in 1946 een filiaal te openen in Summit, en in 1959 toen B. Altman & Company zijn winkel van East Orange naar Short Hills verplaatste, nam Kresge-Newark de winkel in East Orange over als locatie. De Summit Branch (die onder deze naam op de markt werd gebracht) bood aanvankelijk meubels, apparaten en dergelijke aan, maar werd in de jaren 1950 uitgebreid met een volledig assortiment. Kresge zag ook in welke bedrijfstakken discountwinkels snel dominant werden (tuinbenodigdheden, ijzerwaren en dergelijke) en verhuurde op zijn beurt de bovenste twee verdiepingen van zijn vlaggenschipwinkel aan de Western Electric Company voor gebruik als kantoorruimte. 
Kresge-Newark nam ook het voortouw bij veel gemeentelijke verbeteringen en was actief betrokken bij de vroege planning van het Gateway Center (dat pas lang na de sluiting van de winkel werd geopend). De winkel ging ook een alliantie aan met Steinbach, gevestigd in Asbury Park .
In 1964, toen het duidelijk was dat zijn erfgenamen de warenhuiszaak niet wilden overnemen, verkocht de Kresge Foundation de winkels aan David Chase. Deze kreeg de naam Chase-Newark. In 1967 kondigde Chase-Newark aan dat het zou sluiten en vier verkoopverdiepingen van het vlaggenschip in Newark werden verhuurd aan de winkelketen Two Guys. De twee filialen werden op dat moment gesloten en de vestiging in het centrum van Newark werd in het najaar van 1967 heropend als Two Guys-vestiging.